# Spirochonidae
Famille
Les Spirochonidae sont une famille de Ciliés de la classe des Oligohymenophorea et de l'ordre des Peritrichida.

## Étymologie
Le nom de la famille vient du genre type Spirochona, composé du préfixe spiro-, « spire », et du suffixe -chon, « entonnoir », en référence à la morphologie de ce cilié.

## Description

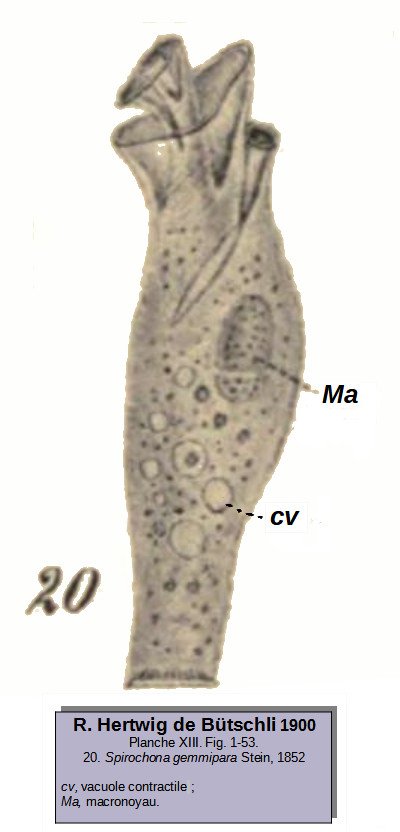
Spirochona gemmipara Stein d’après R. Hertwig de Bütschli

Les Spirochonidae ont une taille petite (< 80 µm) à moyenne (80 à 200 µm). Ils ont une forme de vase allongé, généralement non aplati. Leur extrémité apicale est évasée, avec une paroi dorsale formant de multiples spirales hélicoïdales caractéristiques, de sorte que la marge du cône s'enroule au moins deux fois autour de la colonne centrale, mais peut faire une demi-douzaine de tours complets chez certaines espèces. Ils n'ont pas d'épine, un col court et large. Leur ciliation se divise en un champ droit dont la partie postérieure recouvre le cône spiralé et un champ gauche situé à la base du cône. Ils sont sessiles avec un pédoncule court et large. Le macronoyau est hétéromère et ellipsoïde. Un  Micronoyau est présent. La vacuole contractile est parfois présente. Un cytoprocte est présent.

## Habitat
Les Spirochonidae vivent généralement en eau douce, généralement sur les branchies de crustacés amphipodes gammaridés.

## Liste des genres
Selon GBIF (28 janvier 2024) :
- Cavichona Yankovskii, 1973
- Helichona Plate, 1888[3]
- Heterochona Jankowski, 1972
- Heterocineta Mawrodiadi, 1927 genres synonymes : 
  - Hypocomatophora, Jarocki & Raabe 1932 ;
  - Hypocomella Chatton & Lwoff, 1924[4]
- Serpentichona Yankovskii, 1973
- Spirochona Stein, 1852 genre type

Selon Lynn (2010) :
- Cavichona Yankovskii, 1973
- Serpentichona Yankovskii, 1973
- Spirochona Stein, 1852
  - Espèce type : Spirochona gemmipara Stein, 1852

## Systématique
Le nom valide de ce taxon est Spirochonidae Stein, 1854.